# Raúl González Blanco
Raúl González Blanco (Madrid, 27 de junio de 1977), más conocido deportivamente como Raúl, es un exfutbolista y entrenador de fútbol español. Su posición era la de delantero desarrollando la mayor parte de su carrera en el Real Madrid Club de Fútbol de la Primera División de España, mientras que llegó a acumular 22 títulos entre los distintos equipos de los que formó parte. Considerado uno de los mejores futbolistas españoles de la historia, llegó a ser máximo goleador de la historia de la Liga de Campeones de la UEFA, máximo goleador histórico del Real Madrid Club de Fútbol y de la selección española.
Tras superar el curso de entrenador pasó a formar parte de las categorías inferiores del Real Madrid en donde fue desarrollando su labor como técnico. De 2019 hasta 2025 fue entrenador de su equipo filial, el Real Madrid Castilla del Grupo 2 de la Primera División RFEF.
Durante su etapa en activo permaneció ligado al club madrileño durante dieciséis años, concretamente entre los años 1994 y 2010, del conjunto alemán Schalke 04 entre 2010 y 2012 y del Al-Sadd catarí entre 2012 y 2014 antes de finalizar su carrera deportiva en el New York Cosmos en 2015.
Gracias a su dilatada y exitosa trayectoria, es considerado como uno de los futbolistas más importantes de la historia del Real Madrid y de la Liga de España. Sus registros goleadores, el número de partidos disputados y el número de títulos logrados, lo han convertido en una leyenda viva del equipo madridista en particular y del fútbol europeo en general. Es considerado por el Centro Español de Historia y Estadística del Fútbol (CIHEFE) el mejor jugador de la historia de la Primera División de España.
Posee el récord de más partidos disputados en la historia del Real Madrid a nivel absoluto con 741 encuentros, por delante de Iker Casillas, quien disputó 725 encuentros y Manuel Sanchís, quien disputó un total de 708 encuentros. Es, también, el jugador con más partidos disputados en la historia del Real Madrid en Liga con 550 encuentros, el jugador de campo con más partidos en la historia del club en Europa con 135 partidos disputados (segundo absoluto tras Iker Casillas) y el jugador más joven de la historia del club en alcanzar los 100, 200, 300, 400 y 500 partidos oficiales con el club. Por otro lado, es el tercer máximo goleador histórico del club con 323 goles, solo superado por Cristiano Ronaldo y Karim Benzema y por delante de un icono del madridismo como el hispanoargentino Alfredo Di Stéfano, quien anotó 307 goles. Era hasta la temporada 2015-16 el máximo goleador histórico del Real Madrid en Liga con 228 goles, momento en el que fue superado por Cristiano Ronaldo.
Inició su carrera en las divisiones inferiores del Atlético de Madrid, pero tras la decisión de Jesús Gil de suprimir su cantera fue contratado por el Real Madrid, equipo con el cual debutó en el fútbol profesional en 1994. Con el cuadro blanco ganó seis Campeonatos de Liga, cuatro Supercopas de España, tres Copas de Europa, una Supercopa de Europa y dos Copas Intercontinentales. Además, ganó la Copa de Alemania en su primer año en el Schalke 04, la Supercopa de Alemania al inicio de su segunda campaña en el club alemán, la Liga de Catar en su primera temporada en el fútbol asiático, la Copa del Emir en su segunda temporada y la Copa del Jeque Jassem. En su última temporada como profesional, con el New York Cosmos, ganó la NASL Spring Season, la Woosnam Cup y la Soccer Bowl. En total, logró 24 títulos a nivel de club.
Raúl es el sexto goleador histórico de la Primera División Española. Es el jugador español con más goles en la historia de los torneos europeos de Primera División con sus 228 goles en la Liga española y los 28 goles anotados en la Bundesliga, sumando 256 y superando a Telmo Zarra que anotó 252. Se convirtió también en el máximo goleador de la historia de las competiciones oficiales de clubes de la UEFA con 77 goles superando al italiano Filippo Inzaghi y al alemán Gerd Müller, ocupando actualmente el quinto puesto en la clasificación histórica. Con 144 encuentros disputados, es el séptimo jugador con más partidos en la historia de la Copa de Europa Por otro lado, desde que superara a Alfredo Di Stéfano en 2005 y hasta el año 2014, fue el máximo goleador de la historia de la Copa de Europa. Su récord quedó en 71 goles, récord que mantuvo hasta 2014-15, fecha en la que fue superado.
Fue nombrado como el Mejor goleador del mundo por la IFFHS en el año 1999. Único futbolista de la historia que obtuvo el galardón de Delantero del Año en Europa por la UEFA en tres ocasiones, durante las temporadas 1999-2000, 2000-2001 y 2001-2002. Fue segundo clasificado en el Balón de Oro 2001 y tercer clasificado en el Jugador Mundial de la FIFA 2001. En el año 2004 fue incluido en la lista FIFA 100 de los mejores jugadores del siglo XX y en la lista UEFA de los 50 mejores futbolistas europeos en el periodo 1954-2004. Ha sido también incluido en tres ocasiones en el mejor once mundial ofrecido por la UEFA y en tres ocasiones en el Equipo del Año de la European Sports Magazine.

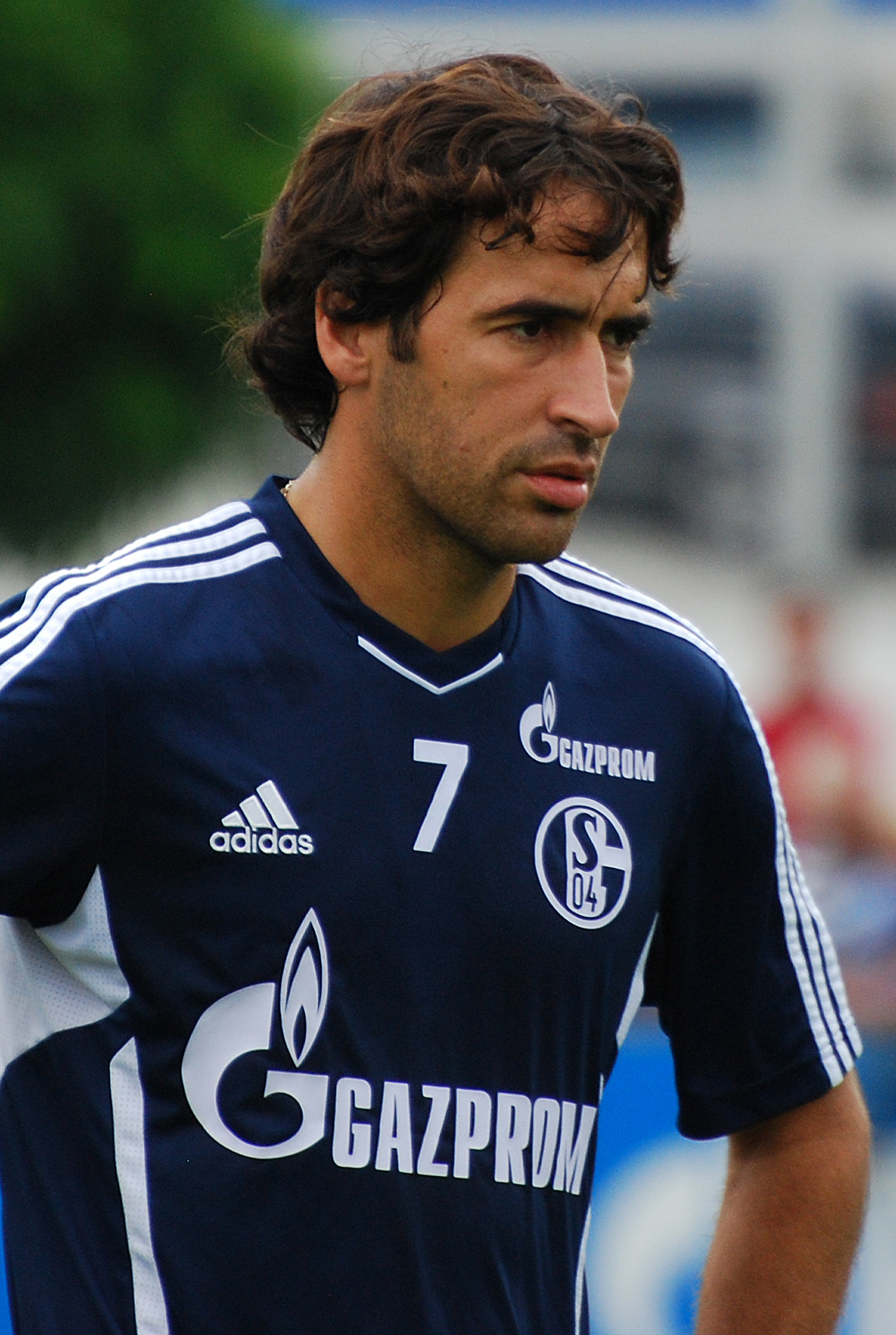
Raúl con el Schalke 04

Fue nominado al Premio Príncipe de Asturias de los Deportes 2011, quedando en segundo lugar entre diecinueve aspirantes. El 18 de noviembre de 2011 el organismo que rige el fútbol europeo, la UEFA, publicó una encuesta a nivel europeo que situaba a Raúl como el quinto mejor jugador de la historia de la Liga de Campeones, junto a Zinedine Zidane, Lionel Messi, Paolo Maldini y Xavi Hernández, de una lista de cincuenta candidatos. El 29 de febrero de 2016, el prestigioso diario francés L'Équipe lo incluyó entre los cien mejores jugadores de la historia de la Copa de Europa/Liga de Campeones, ocupando la décima posición.
El 19 de febrero de 2012 alcanzó la cifra de 400 goles oficiales en el partido de Bundesliga frente al VfL Wolfsburgo, sumando su trayectoria en el Real Madrid (323 goles), Schalke 04 (hasta dicha fecha 33 goles) y Selección absoluta (44 goles).
El 27 de abril de 2013 alcanzó la cifra de 1000 partidos como profesional en un partido de semifinales de la Copa Príncipe de la Corona de Catar entre el Al Sadd (su club por entonces) y el Al-Rayyan. En la actualidad, con 1.041 partidos oficiales disputados, se encuentra en 17.ª posición en la lista de jugadores con más partidos en la historia del fútbol, todos reconocidos por la FIFA.
Con la selección de fútbol de España participó en tres ediciones de Copa del Mundo y dos Eurocopas. Fue su capitán desde 2002 hasta 2006. Con el equipo nacional, a nivel absoluto, destacan sus actuaciones en la Eurocopa 2000, cuando pese a caer en cuartos de final, fue incluido en el "Equipo Ideal" y en el Mundial 2002, donde cayó eliminado en cuartos de final tras un polémico arbitraje, siendo dos goles anulados, que privó a España de alcanzar las semifinales. Al margen de la selección absoluta, fue subcampeón de la Eurocopa Sub-21 en 1996, tras caer en los penaltis ante Italia, habiendo concluido el encuentro con empate a 1, siendo el gol de España conseguido por Raúl. Es el segundo máximo goleador de la historia de la selección absoluta, alcanzando los 44 goles y se encuentra entre la lista de jugadores que, a lo largo de la historia, alcanzaron los 100 partidos internacionales. Disputó un total de 102 partidos.

## Trayectoria

### Orígenes en el Atlético de Madrid
Comenzó a jugar al fútbol en su barrio natal, San Cristóbal de los Ángeles, en el distrito de Villaverde de Madrid, cuando en 1988 con apenas once años se matriculó en el equipo amateur del citado barrio, Club Deportivo San Cristóbal de los Ángeles, teniendo que mentir sobre su edad para poder jugar en categoría infantil siendo un alevín.
Inicialmente Raúl era diestro pero una lesión en dicha pierna a la edad de 11 años hizo cambiar su habilidad y, por consiguiente, su forma de desenvolverse. Un par de años más tarde, como parte del acuerdo de colaboración que existía entre el Atlético de Madrid y el CD San Cristóbal, ingresó en la cantera del Atlético de Madrid, equipo del cual tanto él quien reconocería que de niño era rabiosamente antimadridista- como toda su familia eran seguidores, pese a que el Real Madrid también le seguía. En su primera temporada en las filas del conjunto infantil del Atlético consiguió 65 goles, siendo interior izquierdo, y conquistó con su club el campeonato de España infantil de manera invicta. Al siguiente año, ascendido a la categoría cadete y repitió como campeón, momento no obstante en el que el presidente del club, Jesús Gil (quien había llegado a presumir en televisión de Raúl como futuro buque insignia del Atlético) optó por eliminar las divisiones inferiores del club madrileño aludiendo graves problemas económicos. Una vez sin equipo, el Real Madrid, máximo rival de los rojiblancos, se hizo finalmente con los servicios del jugador en 1992. Con el conjunto cadete consiguió 71 goles en 33 partidos y fue promovido al año siguiente al segundo equipo juvenil. En 1994, fue ascendido al segundo equipo filial, debutando ante el Corralejo de Fuerteventura realizando cinco tantos. Tras un notable inicio de trece goles en siete partidos, fue convocado por la selección española sub-18. Finalizando ya 1994, a pesar de despuntar con el club blanco, seguía declarándose aficionado del Atlético de Madrid y planeaba regresar al conjunto rojiblanco. Fue Jorge Valdano quien tras mucho insistir le convenció para que no abandonara el Real Madrid.

### Consagración mundial en el Real Madrid
El 29 de octubre de 1994 el argentino Jorge Valdano, entrenador entonces del primer equipo del Real Madrid Club de Fútbol, le convocó por primera vez para un partido del Campeonato de Liga. El futbolista se enteró de que era convocado para el primer equipo mientras iba en el metro rumbo a su entrenamiento de canteranos, y tras haber anotado 13 goles en 8 partidos con los filiales madridistas. Fue titular y pese a que cayó derrotado por el Real Zaragoza en La Romareda por 3-2 y no conseguir marcar, firmó uno de los debuts más recordados del fútbol español con una asistencia y errar no menos de cuatro ocasiones claras de gol. Resaltables fueron las declaraciones sobre su debut de crónicas y rivales:

“Raúl, sólo 17 años pero sobrado de talento, mostró un amplio repertorio que le convertirá en figura del fútbol. En los peores momentos de su equipo fue capaz de fabricar dos situaciones de mano a mano con Cedrún. Mostró ingenio, capacidad para el desmarque y maestría, sobre todo en la primera, en la que desbordó con habilidad al portero. Sólo falló con el estoque. En ambas ocasiones envió el balón fuera”.
Jesús Alcaide, reportero del diario El Mundo. 30 de octubre de 1994. Madrid.

“Lo hizo todo bien en La Romareda, solo le faltó el gol, pero era un chaval que tenía mucho desparpajo, se movía muy bien tanto con el balón como sin él y rompía por velocidad. Recuerdo que nos creó muchos problemas por su movilidad y porque era rapidísimo. Parecía un veterano por como se movía y como leía el partido. Se le veía que prometía como muchos otros chicos que no han llegado, pero Raúl estaba un paso por delante en ese sentido. Se notaba que tenía un gran futuro porque debutando, y más fuera de casa marcaba las diferencias. Ganamos 3-2 con un gol de Poyet a poco del final. Raúl tuvo muchas ocasiones, pero las falló todas. Dio igual, a pesar de eso enseguida nos dimos cuenta de la clase de jugador que era. Nos volvió locos. No paraba de correr, tiraba diagonales, buscaba la espalda de los centrales y se movía con una rapidez tremenda. Nos dio el partido el tío. Cuando acabó el encuentro y entramos en el vestuario el único comentario que hacíamos entre nosotros no era sobre el partido ganado, sino la talla y categoría del chaval. ¿Qué si le vi nervioso? ¿Está de coña? Los que estábamos nerviosos éramos nosotros y a mí me tenía absolutamente atacado. Menos mal que me salió un buen partido, a mí y a todos. El encuentro fue excelente, de ataques de unos y otros, sin freno ni pausa. El único que parecía frío como el mármol era el chaval. Le tuve que sacar dos o tres mano a mano y otra vez que me regateó el balón se le quedó en su pierna mala y lo envió al larguero. Fue una auténtica pesadilla para nosotros.”
Andoni Cedrún, guardameta rival en su debut.

El gol, su primero en la máxima categoría, se produjo una semana después del debut en el derbi madrileño frente al Atlético de Madrid que se disputó en el Santiago Bernabéu el 5 de noviembre. Su actuación fue nuevamente muy destacada: provocó el penalti que supuso el primer tanto de su equipo, asistió al chileno Iván Zamorano en el segundo gol y fue el autor del tercer gol madridista, en 60 minutos disputados. Recibió una sonora ovación permitiendo a su equipo derrotar a su eterno rival por 4-2. Tras ese encuentro alternó el primer equipo con el cual estaba inscrito federativamente, el equipo "C". El 12 de noviembre fue su último partido en categorías inferiores. Desde entonces no abandonó las convocatorias del primer equipo, donde consiguió nueve goles en liga y uno en la Copa del Rey, además de adjudicarse su primer título en apenas 30 partidos en la élite. Su rendimiento le valió su primera convocatoria a la selección sub-20.
A partir de entonces su progresión fue explosiva. A pesar de su corta edad no tardó en hacerse un hueco en el equipo titular, siendo una las piezas esenciales del cuadro blanco, en detrimento del que hasta entonces había sido la referencia del equipo, Emilio Butragueño. Disputó su primer partido en competición europea —correspondiente a la Liga de Campeones— el 13 de septiembre de 1995 en la derrota 1-0 frente al vigente campeón, el Ajax. Fue el máximo anotador de su equipo en la primera ronda con cuatro goles, marcando tres de ellos en la victoria por 6-1 sobre el Ferencvárosi en el que fue su primer hat-trick como profesional. Marcó 26 goles en 52 partidos durante la temporada —19 de ellos en liga— y dio un total de 24 asistencias, siendo el máximo goleador del equipo y el quinto mejor del campeonato nacional. Fue la primera temporada con dorsales fijos en España, y usó el 17, que cambió a la siguiente por su famoso 7, heredándolo de Butragueño.
Tras formar una letal delantera con Predrag Mijatović y Davor Šuker —anotando el 75% de los goles del equipo—, y pese a recibir críticas de la prensa por el juego desplegado por el equipo entrenado por Fabio Capello —quien el jugador consideró al italiano como una de las grandes influencias en su carrera, acusado por la prensa de ser demasiado táctico— se convirtió en una de las referencias mundiales merced a grandes actuaciones que le valieron para conquistar su segundo título liguero. Especialmente destacada fue nuevamente la producida frente al Atlético de Madrid en el Vicente Calderón, donde tras ir perdiendo 1-0, llevó al equipo a una victoria por 1-4 con dos asistencias y dos goles teniendo su equipo un jugador menos por la expulsión de Mijatović. El segundo tanto fue uno de los más bellos que el jugador anotó a lo largo de su carrera. El 7 de abril de 1997 cumplió 100 partidos en Primera División, siendo el jugador más joven en alcanzar la cifra.

Alineación del alemán Jupp Heynckes en la final de la Liga de Campeones de 1998.

A finales de agosto de 1997, con tres goles suyos, el Real Madrid conquistó la Supercopa de España tras derrotar al Barcelona en la serie por un marcador de 5:3. Para aquella temporada llegó al club, procedente del Real Zaragoza, el joven delantero español Fernando Morientes, que sería una de las parejas habituales de Raúl en el ataque durante las próximas temporadas. Con su nuevo entrenador, el alemán Jupp Heynckes, González no tuvo una posición fija en el campo de juego debido a sus constantes cambios en el cuadro titular. En primeras instancias fue ubicado como un mediapunta detrás de la pareja Šuker-Mijatović, y hacia el último tramo de la campaña, cuando Šuker fue relegado de la titularidad, hizo pareja con Mijatović en el ataque. Pese a conservar la titularidad no rindió como sus anteriores temporadas debido a fuertes afecciones físicas provocadas por la pubalgia que arrastraba desde la pretemporada. Esta situación llevó a los doctores del Real Madrid a recomendarle un mes de reposo. Coincidente con la situación, comenzó a recibir críticas por parte de la prensa española debido a sus ocasionales salidas nocturnas. Después de un mes de silencio convocó una conferencia de prensa, en la que pidió perdón por sus errores, reclamó su derecho a «madurar como persona» y negó las relaciones que se le atribuían con el alcohol y las drogas. Tras su vuelta a la actividad Raúl no alcanzó a repetir sus números de anteriores torneos y concluyó su participación en la Liga 1997-98 con solo 10 goles. En contraste, tuvo un buen papel en la Liga de Campeones, donde el Real Madrid eliminó en últimas instancias al Bayer Leverkusen y Borussia Dortmund y accedió a su primera final desde 1981. El 20 de mayo de 1998, Raúl conquistó su primera Copa de Europa, séptima para el Madrid, cuando los merengues se impusieron 1:0 a la Juventus en Ámsterdam.
En el verano los blancos perdieron la Supercopa de Europa tras caer 1:0 ante el Chelsea en Mónaco en el debut del neerlandés Guus Hiddink como entrenador del club. El 1 de diciembre de 1998 el Real Madrid venció 2:1 al Vasco da Gama brasileño, campeón de la Copa Libertadores, y se adjudicó la Copa Intercontinental. Raúl, nombrado el Hombre del Partido, le dio el título a su equipo al marcar en los últimos minutos del encuentro por medio de una jugada individual, un gol que fue bautizado como «el aguanís». Aquella temporada, registró su mejor año hasta aquel momento pese a la irregularidad que el equipo madridista mostró durante todo el campeonato. Con sus tantos mantuvo a su club en los primeros puestos de la tabla, sobresaliendo en las victorias ante el Villareal, el Tenerife, el Valencia y el Deportivo La Coruña y evitando la derrota de su conjunto frente al Barcelona, Real Zaragoza, y Real Valladolid, en este último brilló con tres anotaciones. Con 25 goles en 37 partidos finalizó la liga, superando en la tabla de goleadores al brasileño Rivaldo (24) del Barcelona y al argentino Claudio López (21) del Valencia. De esta forma obtuvo por primera vez el Trofeo Pichichi, que le acreditaba como el máximo artillero de la liga de España.

Alineación de Vicente del Bosque en la final de la Liga de Campeones de 2000. Raúl se situó por detrás de Anelka y Morientes, intervino con reiteración y tapó las escasas salidas que intentó Javier Farinós.

A inicios de la temporada 1999-2000 el cuadro de John Benjamin Toshack entró en crisis. Visitaron al Barcelona en el Camp Nou sin ser favoritos, sin embargo el equipo rescató un empate a dos y Raúl, la estrella del encuentro, tras anotar su segundo gol y lograr el empate en los últimos minutos, en su celebración se llevó el índice a la boca y mandó callar a la grada culé. Los malos resultados continuaron y tras los constantes problemas con la plantilla y la afición Toshack fue despedido en noviembre y sustituido por el español Vicente del Bosque. Del Bosque colocó inicialmente a Raúl y al francés Nicolas Anelka en ataque, aunque luego Anelka fue reemplazado por Morientes. En enero de 2000 disputó el primera edición de la Copa Mundial de Clubes de la FIFA, donde tras vencer al Al-Nasr y Raja Casablanca y empatar con el Corinthians, el club español jugó por el tercer puesto ante el Necaxa. Tras ir ganando con un gol de Raúl, el Madrid terminó empatado y perdió en la tanda de penaltis 3:4 en el Maracaná. El 17 de enero disputó su partido 200 en primera división en la victoria 2:1 sobre el Mallorca, encuentro donde también marcó un gol. El 15 de abril anotó su gol 100 en Liga frente al Real Zaragoza. El Real Madrid continuó su paso irregular en la liga y acabó en quinto lugar, con un Raúl que consiguió uno de sus peores registros desde que debutara como profesional, 17 goles en 34 partidos. No obstante la actuación del atacante español fue superior en la competencia continental, tras sortear las dos fases de grupos, Real Madrid se enfrentó en cuartos de final al Manchester United. Pese a que los ingleses sacaron un empate a cero en el Santiago Bernabéu, el vigente campeón continental cayó en Old Trafford 2:3,  con dos goles de Raúl. Por consiguiente, los merengues disputaron su segunda final en tres años después de eliminar al Bayern de Múnich. El 24 de mayo en París el Real Madrid logró su octava Copa de Europa al batir 3-0 al Valencia., Raúl anotó el tercer y último gol y levantó su segundo título europeo. Con 10 goles, se consagró como el máximo goleador de la competición y fue nombrado Mejor Delantero de los torneos de clubes de la UEFA. A su vez fue designado por la IFFHS, organismo avalado por la FIFA, como El Mejor Goleador del Mundo del año 1999.

#### «Galáctico»
En julio del 2000 el empresario español Florentino Pérez asumió la presidencia del Real Madrid, dando inicio a la denominada «era galáctica». El Real Madrid, designado el año anterior por la FIFA como el mejor equipo del siglo XX, lucía ampliamente favorito para ganar los cinco torneos que disputaría, sin embargo caería, contra todos los pronósticos, en sus primeras tres competiciones. El 25 de agosto perdería 1:2 contra Galatasaray la Supercopa de Europa en Mónaco, partido en el cual hizo su primera aparición del extremo portugués Luís Figo, fichaje estelar para la nueva temporada. Del Bosque colocó a Raúl, capitán en ausencia de Fernando Hierro, como único atacante, no obstante solo consiguió anotar de penalti. El 28 de noviembre perdió su segunda competición del año cuando el Madrid fue derrotado 2:1 por Boca Juniors en la Copa Intercontinental. Aunque la más sorpresiva fue su eliminación de la Copa del Rey ante el Toledo de la Segunda División B, en cuyo encuentro no disputó ningún minuto. En contraste él y su equipo tuvieron una gran actuación en la liga. Raúl dio la victoria a su conjunto en Mestalla ante el Valencia. y contra el Racing de Santander en el Bernabéu. En «el Clásico», Real Madrid y Barcelona empataron a 2, con Raúl y Rivaldo como los Hombres del Partido, marcando los dos goles de sus respectivos equipos. Consiguió otros dobletes ante Málaga, Real Zaragoza, Deportivo Alavés y Real Valladolid. Con su par de anotaciones contra el Valladolid sumó 25 goles, que le otorgó nuevamente el Trofeo Pichichi, superando una vez más a Rivaldo (24) y Javi Moreno (23) del Deportivo Alavés. Los merengues, con siete puntos de ventaja sobre el Deportivo La Coruña, se alzaron con el título de liga tras 4 años sin alcanzarlo. En la Liga de Campeones 2000-01, no pudieron revalidar el título al ser eliminados en las semifinales por el Bayern de Múnich. Sin importar esto, González, quien cumplió con sobresalientes actuaciones frente al Leeds United y Galatasaray en las últimas instancias, se posicionó como el máximo anotador de la competición con 7 goles, y a su vez fue designado, por segundo año consecutivo, Mejor Delantero de los torneos de clubes de la UEFA.
Por ese entonces atravesaba el mejor momento de su carrera, la revista France Football lo colocó como el segundo mejor jugador del año en Europa, por detrás del inglés Michael Owen, a quien le fue otorgado el Balón de Oro. Ocupó el tercer lugar en la votación de la FIFA para designar al Jugador Mundial de la FIFA, delante quedaron su compañero Figo y el mediocampista inglés David Beckham, «Para mí ya es un premio estar aquí y espero seguir muchos años disfrutando del fútbol». Jorge Valdano, director deportivo del club y descubridor del ariete español, señaló la posible causa de su doble fracaso en estos reconocimientos:

Raúl es un futbolista austero, no se adorna, siempre busca la vía más directa, el camino más corto para beneficiar a su equipo y acuchillar al contrario. Todo lo que hace tiene sentido, y los que más agradecen su estilo y su presencia son sus compañeros. Esa austeridad es la que puede alejarle a veces de los focos de las estrellas, por supuesto de forma injusta.

Alineación de Vicente del Bosque en la final de la Liga de Campeones de 2002.

El 22 de agosto de 2001 Real Madrid se consagra campeón de la Supercopa de España al batir 3:0 al Real Zaragoza en el Santiago Bernabéu. Raúl otorgó la primera copa de la temporada a los madridistas con una memorable actuación al marcar los tres goles, opacando la presentación del mediapunta francés Zinedine Zidane, la nueva contratación estelar para el torneo. A partir del arribo del francés, el cuadro de Del Bosque tuvo como eje central en la ofensiva a Zidane y Figo, que asistieron al aparente único delantero centro, Raúl. En vísperas de las celebraciones del centenario del club madridista, las expectativas creadas hacia el conjunto fueron grandes, siendo candidatos obligados a la consecución de la Liga y la Copa Europea. Con motivo de la celebración del Centenario del Real Madrid, la final de la Copa del Rey se efectuó en el Santiago Bernabéu el 6 de marzo de 2002. Los blancos y Raúl habían concretado un buen paso en toda la competencia y enfrentaron en la final al Deportivo La Coruña. Los gallegos sorprendieron a los madridistas en la primera parte, González descontó pero no alcanzó y fueron derrotados en su propio estadio 1:2, episodio conocido como el «centenariazo». En la liga, el equipo marchó como líder para mediados de temporada y con una ventaja de cuatro puntos se perfilaban a repetir el título, sin embargo acabaron cediendo puntos en las últimas instancias y perdieron toda esperanza de ganar el campeonato doméstico cuando empataron a cero frente al Mallorca en la penúltima fecha. Después de perder la Liga y la Copa la plantilla se abocó en conseguir la Liga de Campeones de la UEFA. Luego de un sobresaliente desempeño en las dos fases de grupos (sólo 2 empates y una derrota) y tras eliminar a Bayern de Múnich, nuevamente, y FC Barcelona; el cuadro blanco llegó a su tercera final en cinco años. El 15 de mayo de 2002 Real Madrid disputó ante el Bayer 04 Leverkusen. Raúl y Zinedine Zidane, por medio de un estético gol de volea, dieron al club su primer título en su Centenario. Posterior a la conclusión del partido comentó: «Me siento uno de los jugadores más importantes de Europa. Tengo tres Champions y no quiero parar». El periodista español Carlos Carbajosa señaló en su columna:

Raúl fue impecable en la primera parte y obrero después. No paró un solo instante. Su gol entró llorando, pero sólo podía hacerlo de esa forma. Terminó el partido presionando hasta la extenuación.

El 30 de agosto de 2002 Raúl ganó su primera Supercopa de Europa cuando el Real Madrid venció 3:1 al Feyenoord en Mónaco con anotaciones de Patrick Paauwe (propia puerta), Roberto Carlos y Guti. El delantero brasileño Ronaldo, que había completado un sobresaliente desempeño en la Copa del Mundo de Corea/Japón, se unió a Real Madrid a finales de ese verano, pasando a ser la nueva pareja de Raúl en el ataque en lugar de Fernando Morientes. Antes de la conclusión del año del Centenario madridista, el 3 de diciembre disputaron la Copa Intercontinental ante el Club Olimpia en Yokohama. Los españoles llegaban en muy mala forma, a excepción de Raúl y Guti, que era los máximos goleadores en la Liga y Champions para el Madrid. Los dirigidos por Del Bosque conquistaron la Intercontinental después de vencerlos 2:0 con goles de Ronaldo y Guti; González cumplió con una buena actuación. Poco después la IFFHS designó a su equipo como el mejor equipo del fútbol mundial. Después de un inicio incierto en la liga con victorias en casa y empates y derrotas en terreno ajeno, Madrid se asomó a los primeros puestos de la Liga hasta mediados de la competición. Ascendió al segundo puesto de la tabla con la victoria 4:1 ante Valencia, debajo de la Real Sociedad. El duelo se decidió en las últimas jornadas, tras lograr importantes victorias ante Atlético de Madrid y Athletic Club, el club de la capital se consagró campeón de liga por vigesimonovena vez, la cuarta para Raúl.
Además, antes del inicio del siguiente campeonato de liga, se disputó la Supercopa de España, que ganó el Real Madrid frente al Mallorca con aportación de Raúl de un gol en el Estadio Santiago Bernabéu para el resultado de 3-0 que les otorgó el título en la vuelta.

#### Años difíciles
A raíz de la temporada 2003-04 Raúl inicia un bajón en su rendimiento (especialmente goleador) que se prolongaría durante tres temporadas y que coincidiría con esos mismos años en blanco del Real Madrid. Clave en esta situación es el progresivo alejamiento del área que sufre el delantero marcada y ordenada por los múltiples entrenadores que tuvo el club blanco en esos años, en su intento por recuperar de nuevo el juego efectivo del club blanco, y que se resumió en una secuencia loca de entrenadores (nada menos que 6 en 3 años) que fracasaron estrepitosamente y que hasta la llegada del italiano Fabio Capello no hubo una vuelta a buen juego y a ganar trofeos para el club blanco. Un alejamiento que le lleva a jugar de mediocampista tanto, por la izquierda como por la derecha, posiciones que no benefician en nada a su juego y acentúan su bajón de efectividad y que finalmente incluso pudieron ser claves de una severa lesión que le mantendría casi medio año parado.
A pesar de ello su impresionante trayectoria le vale para ser reconocido por la FIFA como uno de los mejores jugadores del siglo XX, obteniendo el galardón FIFA 100 en el año 2004. Ese mismo año es incluido por la UEFA en la lista de los 50 mejores jugadores europeos en el periodo 1954-2004.
En 2005, sufre, en el curso de un Real Madrid-FC Barcelona, una grave lesión (su única grave lesión hasta el momento). Sufre una rotura parcial de ligamento cruzado anterior de la rodilla derecha, y la misma le aparta casi 5 meses de los terrenos de juego y le hace perder parte de la velocidad. En sus dos últimas temporadas como titular recuperó sus promedios goleadores con 23 y 24 goles por temporada en la 2007-08 y la 2008-09 respectivamente.

#### 2006-2010

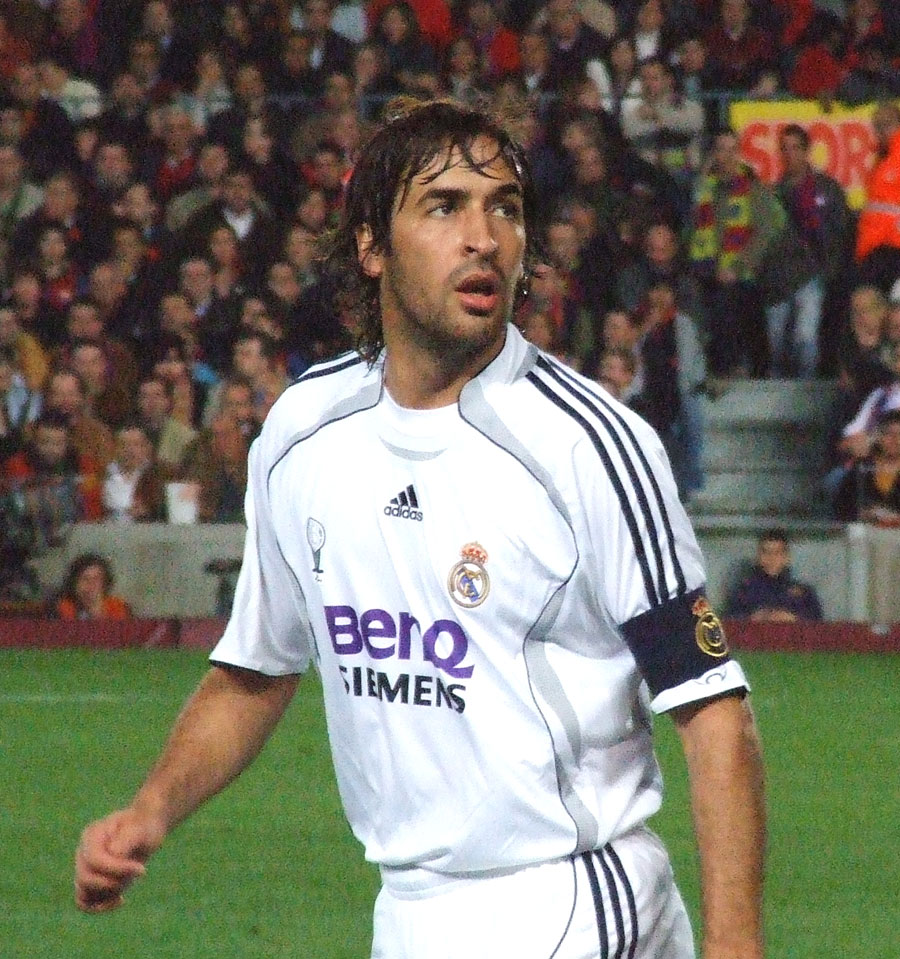
Raúl en el Real Madrid jugando el Clásico contra el Barcelona en 2007.

En el campeonato de la liga de la temporada 06-07 Raúl recupera gran parte de sus prestaciones en el juego del equipo y contribuye marcando goles decisivos que ayudan a la consecución de la trigésima liga para el Real Madrid y la quinta en el palmarés particular de Raúl.

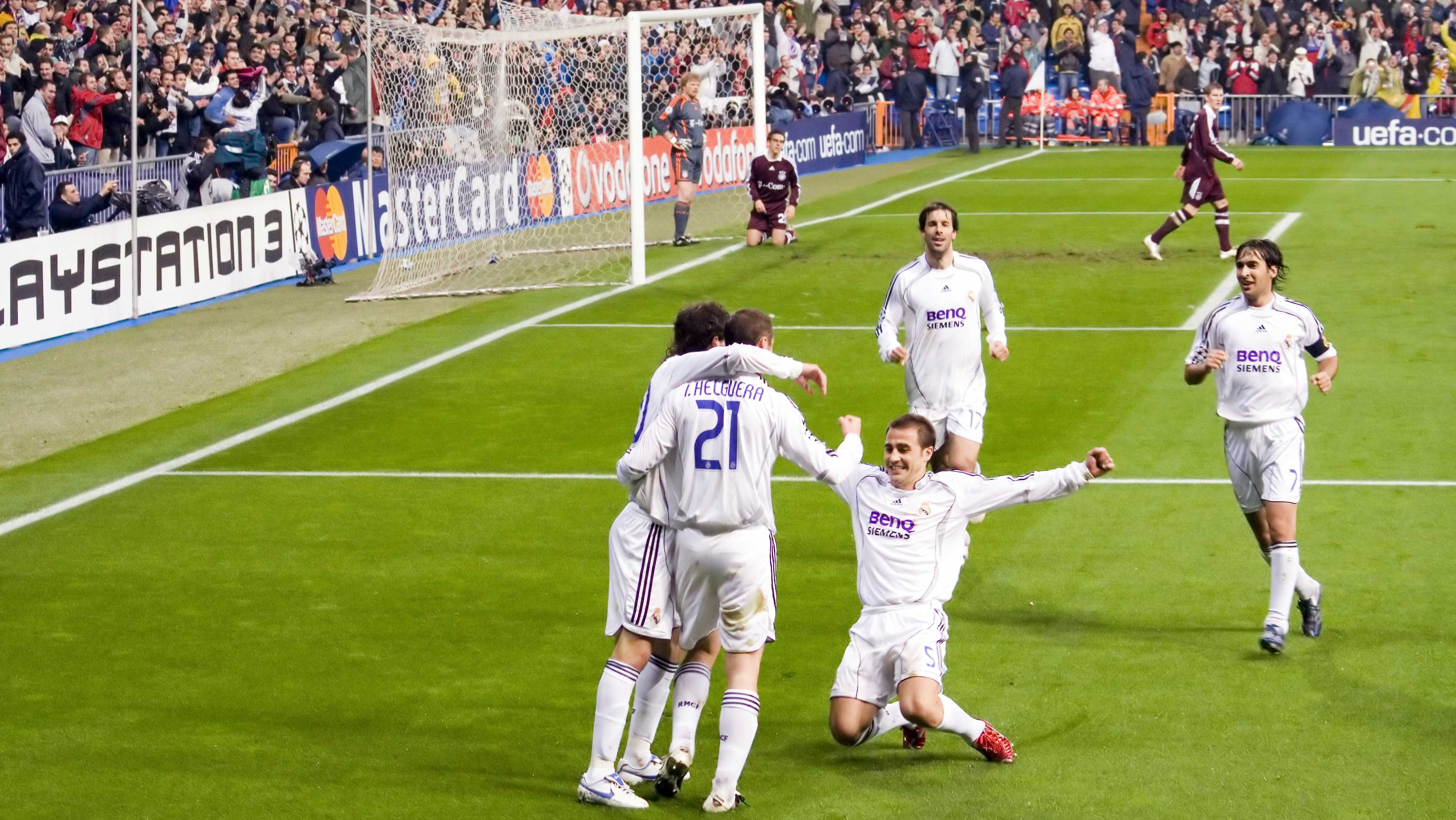
Raúl en el Real Madrid celebrando un gol contra el Bayern de Múnich en 2007.

Raúl confirma su mejoría en la temporada siguiente, la 2007/2008, año en el que revalidan el título y en el que de nuevo contribuye decisivamente a la consecución del título, cerrando la temporada con 23 goles y recuperando unos números que recuerdan a los de su mejor época. Esta liga supondría la sexta para Raúl en su carrera deportiva y la trigésimo primera para el club.
Su regreso al área y su amistad con Ruud van Nistelrooy son dos de las razones que explican su recuperación. En 2008, el club le firmó un "contrato vitalicio". En la práctica, consistía en una ampliación hasta 2011 (aunque finalmente dejaría el club en 2010), y que le habría permitido renovar su lazo con el Madrid después de esa fecha temporada a temporada, siempre que jugara un mínimo de 30 partidos.
En el preludio de la temporada 2008/2009 se disputó la Supercopa de España frente al Valencia, campeonato que lograría el Real Madrid tras remontar el resultado de la ida e imponerse por 4-2 en el Estadio Santiago Bernabéu. Raúl lograba así el decimosexto título desde que debutara con el club de Chamartín.
En el año 2009 se convirtió en el máximo goleador de la historia del Real Madrid, superando a Alfredo Di Stéfano durante el transcurso del encuentro frente al Real Sporting de Gijón disputado en El Molinón, partido en el que anotó un doblete.
Su último partido en el Real Madrid fue en el estadio de la Romareda el 24 de abril de 2010, frente al Real Zaragoza, el mismo estadio en el que había debutado en primera división 16 años antes, marcando gol en el último balón que tocó con la camiseta del Real Madrid ya que, tras marcar gol con un esguince en el tobillo, tuvo que ser sustituido sin llegar a recuperarse a tiempo antes de que terminase la temporada.
A comienzos de julio de 2010, los rumores lo situaban muy cerca de fichar por el Schalke 04 alemán. El 26 de julio se hace oficial que el Real Madrid desvincula al jugador y, finalmente, su fichaje por el equipo alemán. Ponía fin de esta forma a 16 temporadas en el primer equipo del Real Madrid en las que conquistó 16 títulos, se convirtió en el jugador con más goles de la historia del club por delante de Alfredo Di Stéfano y en el jugador que más veces se vistió de "blanco".

### Schalke 04

#### Primera temporada en el Schalke 04: Campeones de Copa.

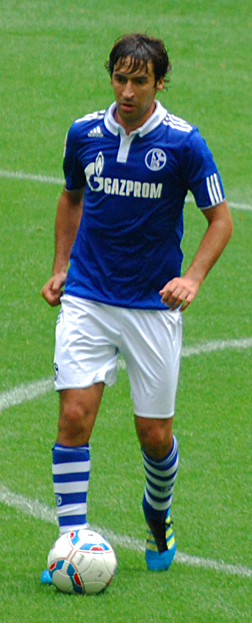
Raúl jugando para el Schalke 04 en 2011.

Tras 16 temporadas en el Real Madrid, Raúl debutó en el Schalke 04 el 31 de julio de 2010 un partido contra el Hamburgo en el torneo amistoso cuadrangular «LIGA total! Cup»,, que finalmente conseguiría su equipo al ganar en la final al Bayern de Múnich con dos goles del jugador español.
Raúl jugó su primer partido oficial con el equipo alemán en la Supercopa de Alemania el 7 de agosto de 2010, también ante el Bayern de Múnich y siendo derrotados esta vez por los bávaros 2-0, impidiéndole de esta manera ganar su primer título oficial en Alemania. Su primer partido de la Bundesliga el 21 de agosto de 2010 ante el Hamburgo SV, marcando su primer gol oficial, que fue también su primer gol en la Bundesliga, el 25 de septiembre de 2010 ante el Borussia Mönchengladbach, encuentro que acabó 2-2.
En el tercer encuentro que disputó con el Schalke 04 en Liga de Campeones ante el Hapoel Tel Aviv, consiguió marcar 2 goles que le convirtieron en el máximo goleador de la historia de las competiciones europeas con 69 goles, igualando primero y superando después a Gerd Müller y a Filippo Inzaghi. En los octavos de final contribuyó a que su equipo se clasificara para los cuartos de final con su gol frente al Valencia C. F. en la ida de la eliminatoria disputada en Mestalla. Además superó a Paolo Maldini como el jugador con más partidos en la historia de la Copa de Europa.
En el partido de ida de los cuartos de final, disputado frente al Inter de Milán en el Estadio Giuseppe Meazza contribuye a la victoria de su equipo 2-5, marcador que deja muy encarrilada la eliminatoria. En el partido de vuelta disputado en el estadio Veltins-Arena de Gelsenkirchen guía a su equipo hacia las semifinales de la Copa de Europa por primera vez en su historia, abriendo el marcador con su gol número 73 en competiciones europeas (71 en la Copa de Europa).
Con su gol en semifinales de la Copa de Alemania ante el Bayern de Múnich en el estadio Allianz Arena consiguió junto a su equipo la clasificación para la final de dicha competición. Sus grandes actuaciones en la Copa de Europa de esta temporada le valieron para ser incluido en el mejor once de la competición otorgado por la UEFA.
En mayo de 2011 consigue el único título a nivel de clubes que no había conseguido con el Real Madrid, la Copa, ganando al modesto MSV Duisburg, de la segunda división alemana, por 0 a 5.

#### Nuevos títulos, protagonismo en el club y marcha
Al inicio de su segunda campaña en el club, consigue su decimoctavo título a nivel de clubes, la Supercopa de Alemania, frente al Borussia Dortmund (0-0), por penaltis. El 19 de noviembre de 2011 se enfunda por primera vez el brazalete de capitán del club alemán en la victoria por 4-0 frente al Núremberg, en el que además marca un gol y da un asistencia.
Sus grandes actuaciones hacen que reciba numerosos elogios del mundo del fútbol y de los aficionados. En marzo del 2012, el técnico del Barcelona, Pep Guardiola dijo de él: "Raúl es el mejor jugador español de la historia".
Tras estas palabras de Guardiola, el diario deportivo español MARCA, elaboró una encuesta en su versión digital para saber la opinión de los internautas sobre cual es el mejor jugador español de todos los tiempos. El resultado de la encuesta dio a Raúl como vencedor con un 47,5% seguido de Xavi Hernández con un 42%. Muy por detrás de estos dos futbolistas se encontrarían Andrés Iniesta, seguido por Iker Casillas, Luis Suárez y Telmo Zarra.
El 19 de abril de 2012 anunció en rueda de prensa, junto a Clement Tönnies y Horst Held (presidente y mánager del Schalke 04, respectivamente) que abandonaría la disciplina del conjunto germano al término de la temporada. A su vez, ambos mandatarios anunciaron que el club retiraría su dorsal, el número "7" y que le tributaría un partido de homenaje durante el año 2013.
El 28 de abril de 2012 disputó su último partido en el Veltins-Arena de Gelsenkirchen que enfrentó al Schalke 04 y al Hertha de Berlín con resultado final de 4-0 a favor del Schalke y con gol de Raúl. Este partido supuso la despedida del jugador de la afición germana y el club le tributó un espectacular homenaje, no solo por los dos años de permanencia en el club minero, sino también como reconocimiento a su trayectoria deportiva, una de las más laureadas del fútbol europeo.
El 12 de mayo de 2012 se confirmó que Raúl jugaría en el Al-Sadd de Catar.

### Al-Sadd

#### Primera temporada en el fútbol asiático: Campeones de Liga.

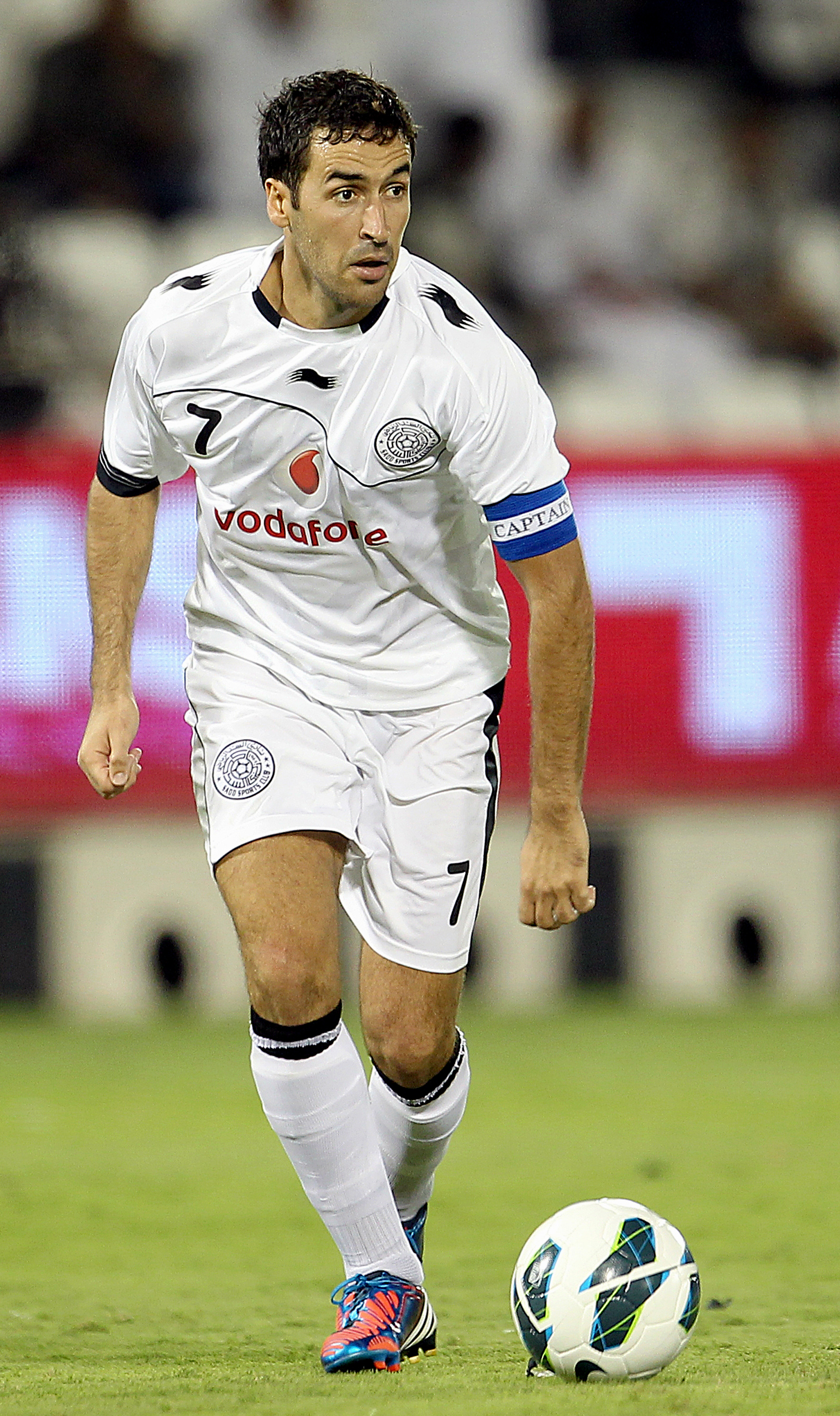
Raúl con la camiseta del Al Sadd en 2012.

El 13 de mayo de 2012 se anuncia su fichaje por el equipo catarí. Juega su primer partido con el Al-Sadd, sin haber jugado antes ni un amistoso, el 4 de agosto de 2012 en la fase de grupos de la Copa Sheikh Jassim, disputando los 90 minutos y marcando en el minuto 90' de penalti el que sería el 2-0 en el marcador y el pase a semifinales. Durante este debut también llevó durante 35 minutos el brazalete de capitán. En esta competición en la que debutase llegó a disputar la final, perdiéndola 1-0 contra el Al Rayan.
El 23 de noviembre de 2012 logra su primer doblete, con un soberbio partido con su nuevo equipo, el Al-Sadd catarí, anotando dos goles en la victoria sobre el Qatar SC.
El primer tanto del '7' fue una nueva muestra de su instinto goleador, recibiendo un pase en el área pequeña y batiendo al meta rival.
El segundo lo marcó de forma ligeramente más elaborada, con un zurdazo cruzado desde la frontal del área que sorprendió a toda la zaga del equipo visitante.
De este modo, Raúl fue nombrado man of the match, llevándose el premio de 2000 dólares que este premio conlleva.
El 6 de enero de 2013, durante el parón navideño de la Liga de Catar y la competición de las selecciones de Golfo en la Copa del Golfo, el Al Sadd juega un amistoso contra el Schalke 04 en casa que pierde 2-3 y ocurre por primera vez en la carrera profesional de Raúl que se enfrenta a un equipo del que ha formado parte.
El 13 de abril de 2013 se proclama campeón de la Liga de Catar en su primera temporada en el fútbol asiático.
El 27 de abril logra, junto a su equipo, el pase para la final de la Copa Príncipe de la Corona de Catar tras imponerse al Al-Rayyan. En dicho partido alcanza la cifra de 1000 partidos como profesional. En la final, caen derrotados ante el Lekhwiya SC por 3-2.
El 11 de mayo de ese mismo año, alcanzan la final de la Copa del Emir de Catar tras superar al Lekhwiya SC 3-2 en las semifinales del torneo. Previamente habían derrotado al Umm-Salal Sports Club por 1-0 en los cuartos de final. En la final, a pesar de conseguir un gol, cayeron derrotados por 2-1 frente al Al-Rayyan.
El 22 de agosto de 2013 jugó el XXXV Trofeo Santiago Bernabéu en el feudo madridista frente al Real Madrid. El equipo blanco venció por 5-0. Jugó la primera parte con el Real Madrid y marcó el primer gol, en la segunda parte la jugó con el Al-Sadd. Cuando terminó el primer tiempo le entregó su camiseta a Cristiano Ronaldo. Raúl se convirtió en el vigésimo sexto exjugador del Madrid en recibir un homenaje.
Su segunda campaña en el conjunto catarí le trae nuevas motivaciones, ya que la conquista del campeonato liguero de la campaña anterior le proporciona la posibilidad de disputar la Liga de Campeones de Asia. En dicha competición, aún en disputa, supera la primera fase, de grupos, tras la victoria en casa de la última jornada, disputada el 23 de abril de 2014 frente al Al-Ahli FC por 2-1. Con este triunfo decisivo, acceden a la fase de octavos. En octavos, se enfrentan al Foolad FC iraní, accediendo a los cuartos de final por el valor doble de los goles en campo contrario (0-0 en Catar y 2-2 en Irán).
En el torneo doméstico, concluyen el campeonato en tercera posición, a 6 puntos del campeón y clasificándose para la edición de la Liga de campeones asiática de 2015. Las participaciones de Raúl son más escasas, ya que sufre diversas lesiones que le hacen perderse gran cantidad de partidos.
Por otro lado, el 1 de marzo de 2014, su equipo alcanza la final de la Copa de las Estrellas de Catar, tras imponerse en la semifinal frente al Umm Salal SC por 3-2. Dicha final la perderían ante el Qatar SC por 3-2.
No obstante, el 17 de mayo de 2014, obtendrían el torneo copero más importante del país, la Copa del Emir, eliminando en cuartos de final al Al-Arabi SC por 2-0 y al Al-Gharafa SC en semifinales por 2-1. En la final, Raúl conseguiría abrir el marcador y obtener el campeonato, con un resultado de 3-0 ante el Al-Sailiya SC.
En verano de 2014, antes de marcharse al fútbol americano, su equipo conquista la Copa del Jeque Jassem venciendo por 3-2 al Lekhwiya SC. Sería el tercer título de Raúl en el fútbol asiático y el 21.º de su carrera profesional

### New York Cosmos

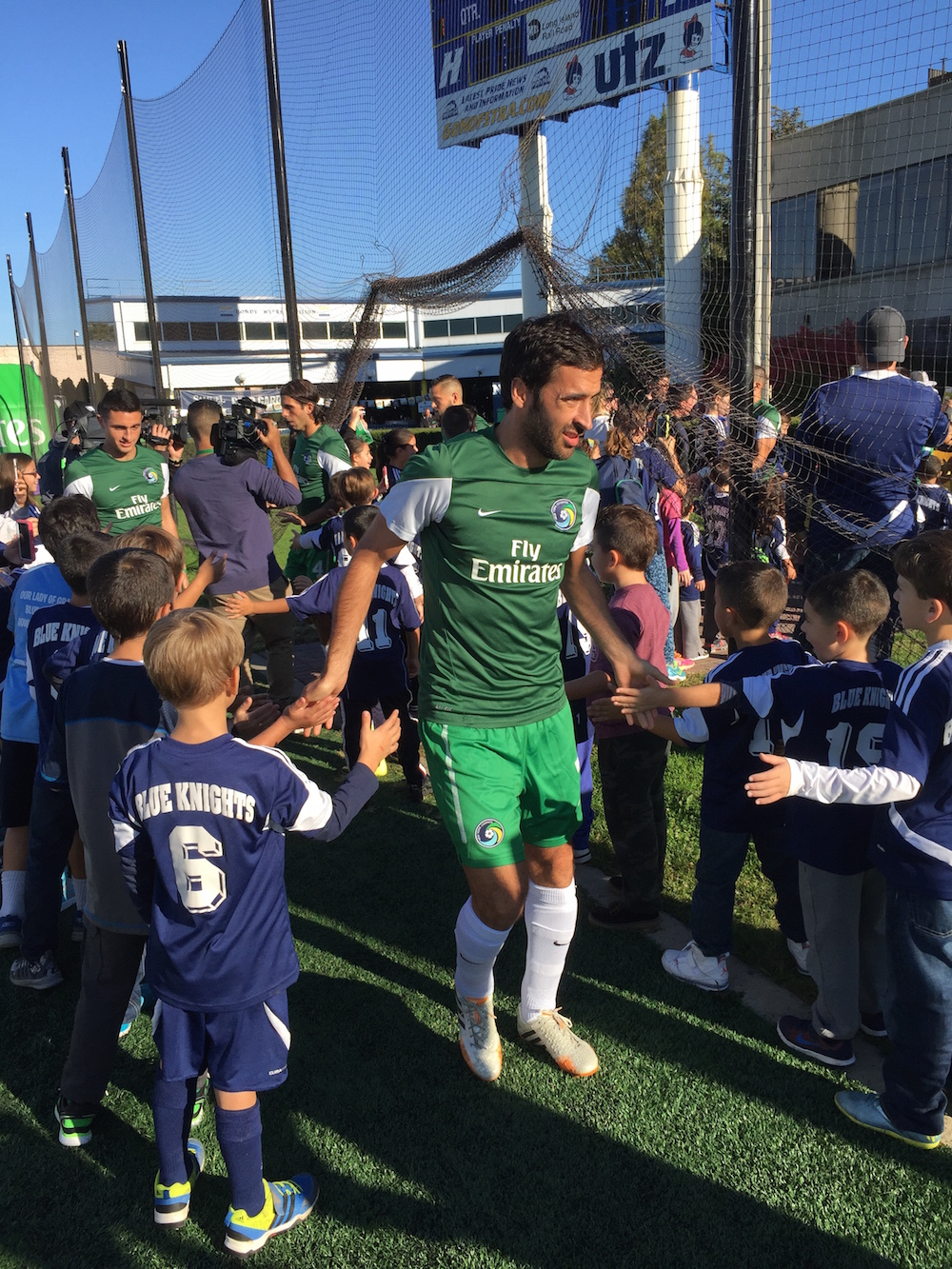
Raúl con el New York Cosmos en 2015.

El 9 de diciembre de 2014 es presentado como nuevo jugador del New York Cosmos por las siguientes dos temporadas. Raúl se decantó por este país para acabar su carrera tras ser atraído por el proyecto del técnico Venezolano Giovanni Savarese quién le confió la labor de gestionar la academia de juveniles, abierta en 2015. En cuanto a lo deportivo, se estrenó en el equipo con un gol el 19 de febrero de 2015 en un partido amistoso ante el South China, con victoria para los americanos.
En la primera parte de la temporada, la Spring Season o torneo apertura del campeonato estadounidense de la North American Soccer League, se asienta en el equipo neoyorquino como el líder del equipo siendo uno de los máximos goleadores del campeonato. Sus actuaciones colaboraron a que el 15 de junio de 2015, tras un empate a tres goles ante el Jacksonville Armada —y habiendo anotado uno de los goles de su equipo—, el conjunto neoyorquino se proclamó campeón del torneo apertura. El título y la regularidad del equipo en la temporada les permitió proclamarse vencedores de la Woosnam Cup.
El 15 de octubre anunció su retirada de los campos de fútbol, tras 21 años de carrera, al finalizar la temporada en el mes de noviembre como así manifestó:

"Cuando firmé por el Cosmos, en diciembre pasado. Mi decisión es la de retirarme a finales de este año. Y ahora, en lo que me queda, quiero ayudar a mi equipo a ganar la liga de Estados Unidos."
Raúl González. 15 de octubre de 2015. Estados Unidos.

Su último gol como jugador en activo lo marca en semifinales ante el Fort Lauderdale Strikers, que además sirvió para darle a su equipo la victoria y el pase a la final, denominada Soccer Bowl, que tendría lugar una semana después. El 15 de noviembre de 2015, anunciadas con antelación la retirada de Raúl y también la de su compañero de equipo Marcos Senna tras el partido, se consigue la victoria por 3-2 frente al Ottawa Fury, con tres goles de Cellerino a quien Raúl le dio la asistencia en el tercero, ganando de esta manera el campeonato de la NASL.

## Actividad después del fútbol

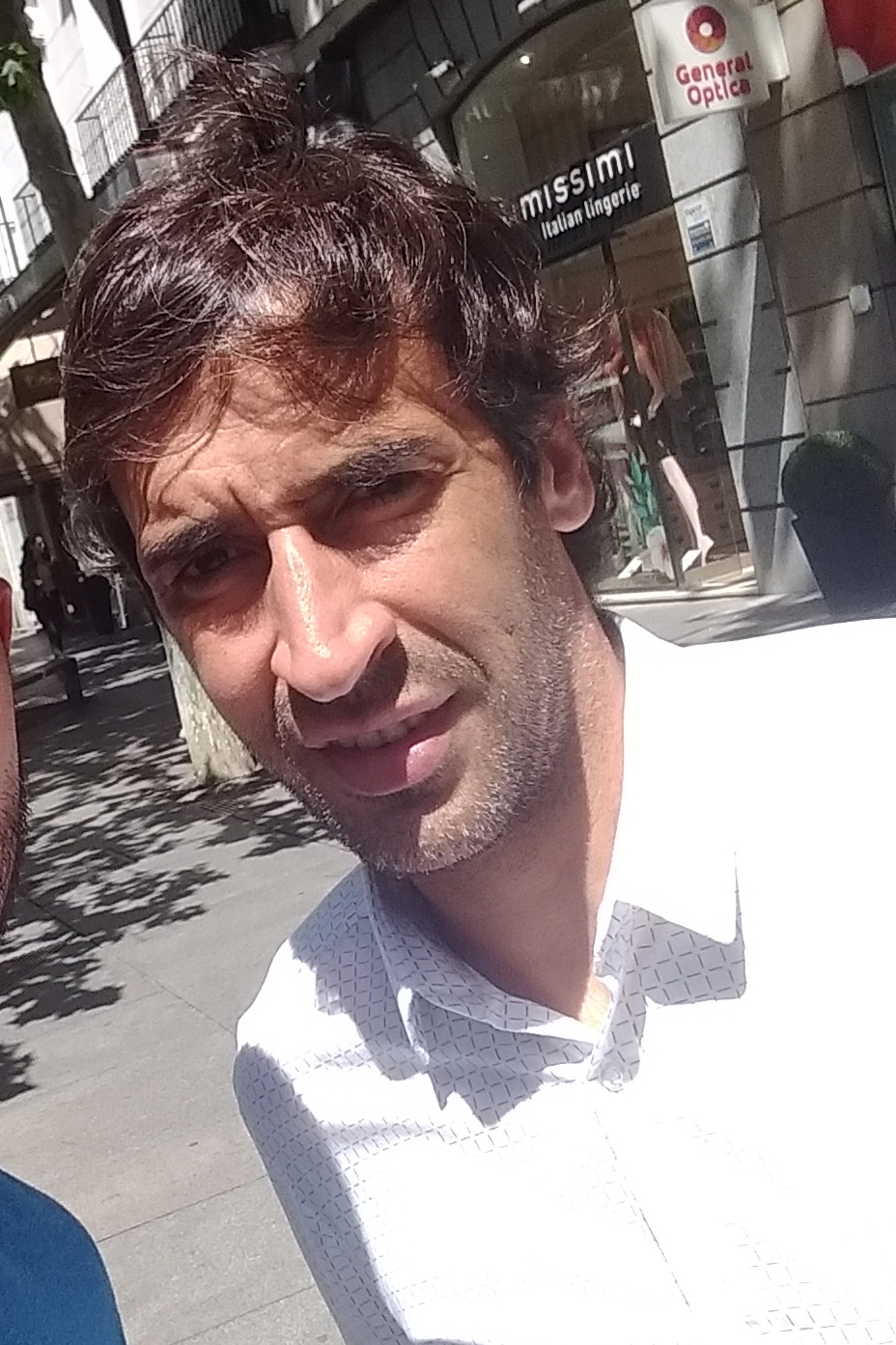
Rául González Blanco en mayo de 2019.

Tras su retirada siguió viviendo en Nueva York donde ejerció como Embajador Global de LaLiga. En julio de 2017 volvió al Real Madrid, como asesor del presidente. Durante este tiempo trabajando para su club de siempre obtuvo el título de entrenador UEFA Pro. En 2018 se inicia en el Cadete "B" de la entidad madridista, el cual se vio obligado a abandonar para entrenar al segundo juvenil, tras la destitución de Álvaro Benito supuestamente por unas declaraciones en contra del primer equipo. Ganó con ambos conjuntos los títulos de liga así como importantes torneos de preparación.
El 20 de junio de 2019 se le oficializó como entrenador del equipo filial junto a Alberto Garrido, militante entonces en la Segunda División "B". Tras la suspensión del campeonato por la pandemia vírica, tomó momentáneamente el mando del primer equipo juvenil con el que consiguió el título de la UEFA Youth League (Liga Juvenil), por primera vez en la historia de la entidad, uniéndose así a los primeros equipos de fútbol y baloncesto en ser campeones de Europa. En la temporada 2020-21 continuó dirigiendo al filial Castilla, que integró a varios de los campeones juveniles para fomentar su progresión.
El 27 de mayo de 2025, el Real Madrid C. F. comunicó que Raúl ha trasladado al club su decisión de finalizar su etapa como entrenador de la cantera y del Real Madrid Castilla C. F. Según Marca, Raúl tenía una oferta del Sevilla, pero no la aceptó pensando que iba a sustituir a Ancelotti.

## Selección nacional
Para la selección de fútbol de España ha jugado, desde 1996, los Mundiales de 1998, de 2002 y 2006, además de los Juegos Olímpicos de Atlanta 1996, y las Eurocopas de 2000 y 2004. Ha marcado 5 goles en los 3 Mundiales que ha jugado. Fue el capitán de la selección desde 2003 hasta 2006.
Su debut se produjo el 10 de octubre de 1996 en Praga, en el que España empató 0 - 0 ante la República Checa, en un partido de la fase de clasificación para el Mundial de Francia 1998.
Destacan sus actuaciones en la Eurocopa 2000, cuando pese a caer en cuartos de final, fue incluido en el "Equipo Ideal" y en el Mundial 2002, donde cayó eliminado en cuartos de final tras un polémico arbitraje, siendo dos goles anulados, que privó a España de alcanzar las semifinales. Al margen de la selección absoluta, fue subcampeón de la Eurocopa Sub-21 en 1996, tras caer en los penaltis ante Italia, habiendo concluido el encuentro con empate a 1, siendo el gol de España conseguido por Raúl.
Más allá de sus goles en fases finales conviene destacar la brillante fase de clasificación que realizó para la Eurocopa del 2000, donde marcó 11 goles en 9 partidos. El penalti que falló en el último minuto con un 2-1 en contra, ya en la fase final de la misma, contra Francia, en cuartos de final. La lesión que sufrió en el Mundial de Corea del Sur y Japón y que le impidió jugar los cuartos de final ante la selección coreana. Antes de la lesión estaba teniendo un papel notable, con 3 goles y siendo el líder del conjunto nacional. Además, de camino a la Eurocopa de 2004, sus goles en los partidos de repesca ante Noruega fueron también claves para lograr la clasificación.
El 6 de septiembre de 2006, día en el que España perdió contra Irlanda del Norte en Belfast, y poco después de alcanzar las 100 internacionalidades con la selección, Raúl deja de entrar en los planes del seleccionador, Luis Aragonés. La no inclusión de Raúl en las convocatorias de «La Furia» abre un eterno debate entre partidarios (Raulistas) y detractores del 7 que se aviva a medida que el rendimiento del jugador recuerda al de su mejor época. El debate llega a tal punto que Luis Aragonés y Raúl optan por celebrar una rueda de prensa para tratar de zanjar la polémica que rodea la ausencia del jugador del Real Madrid en la selección.
El 16 de mayo de 2008, Luis Aragonés, ofrece la lista de jugadores seleccionados para la Eurocopa. En ella no figura Raúl. Se pierde así su primera fase final desde que debutara con la selección.
Los números totales de Raúl con la selección española son de 102 partidos y 44 goles con la selección absoluta y 27 partidos y 20 goles en las categorías inferiores. Con la selección usó el dorsal 10 desde sus primeros partidos hasta la finalización de la Eurocopa 2000, pasando a llevar su número de club, el 7.

### Participación en Copas del Mundo
| Copa Mundial                   | Sede                  | Resultado        | Partidos | Goles |
| ------------------------------ | --------------------- | ---------------- | -------- | ----- |
| Copa Mundial de Fútbol de 1998 | Francia               | Fase de grupos   | 3        | 1     |
| Copa Mundial de Fútbol de 2002 | Corea del Sur y Japón | Cuartos de final | 4        | 3     |
| Copa Mundial de Fútbol de 2006 | Alemania              | Octavos de final | 4        | 1     |
| Total                          | Total                 | Total            | 11       | 5     |

### Participación en Eurocopas
| Eurocopa      | Sede                   | Resultado        | Partidos | Goles |
| ------------- | ---------------------- | ---------------- | -------- | ----- |
| Eurocopa 2000 | Bélgica y Países Bajos | Cuartos de final | 4        | 1     |
| Eurocopa 2004 | Portugal               | Fase de grupos   | 3        | 0     |
| Total         | Total                  | Total            | 7        | 1     |

### Participación en los Juegos Olímpicos
| Juegos Olímpicos                 | Sede    | Resultado        | Partidos | Goles |
| -------------------------------- | ------- | ---------------- | -------- | ----- |
| Juegos Olímpicos de Atlanta 1996 | Atlanta | Cuartos de final | 4        | 2     |
| Total                            | Total   | Total            | 4        | 2     |

## Características del jugador
En el campo, Raúl jugaba de delantero; habitualmente jugaba acompañado por otro delantero más fijo, siendo el un jugador dotado de libertad para moverse por todo el frente de ataque. Era considerado un jugador inteligente, instintivo, de mentalidad ganadora y muy efectivo, algo que avala el hecho de que haya sido el máximo goleador de la historia del Real Madrid durante 7 años, y el máximo goleador de la Liga de Campeones hasta que fue superado en 2014-15, en ambas ocasiones por Cristiano Ronaldo. Es zurdo. Destacan en él sus piernas arqueadas, factor que debería haber sido un impedimento para su desarrollo profesional. Técnicamente era conocido por sus cucharas, una especie de vaselina, con la que consiguió algunos de sus goles más estéticos. Dominaba también el juego aéreo habiendo siendo el máximo anotador de cabeza en activo de la Liga española. Sobre el terreno de juego apenas recibió amonestaciones y jamás fue expulsado. Hasta agosto de 2013, Raúl ha jugado 1006 partidos oficiales, sin haber sido expulsado en ningún partido. En su retirada, después de 1064 partidos oficiales, nunca recibió una tarjeta roja. Su madurez y mentalidad ganadora fueron evidentes desde su debut a los 17 años, siendo factor importante en el rol de liderazgo que desempeñó en el Real Madrid durante sus años de capitán. Considerado por Emilio Butragueño "el jugador que mejor representa los valores que han hecho grande al club", es, en opinión de Maradona, "un genio" que destaca por "llevar un nivel que ningún jugador soporta tantos años".

### Celebración de sus goles
La celebración más repetida por el jugador consistía en besar su anillo de matrimonio, en reconocimiento a su esposa Mamen Sanz. Un gesto que iba acompañando por un doble golpe en el pecho como dedicatoria a sus hijos. Otra de sus celebraciones más célebres consistía en señalar con los dos pulgares su dorsal, el 7, de espaldas a la cámara.
También es famosa su celebración en la que se llevó el índice a la boca y mandó callar al Camp Nou tras marcar el 2-2 en un clásico que nivelaba el choque.

## Vida privada
Raúl González Blanco nació el 27 de junio de 1977 en Madrid, hijo de Pedro González, un electricista, y María Luisa Blanco, una ama de casa, residentes de la Colonia Marconi, una zona modesta del distrito de Villaverde de la capital española. Se casó con Mamen Sanz el 1 de julio de 1999. De ese matrimonio han nacido Jorge (2000), Hugo (2002), los mellizos Héctor y Mateo (2005) y María (2009). Jorge, su primogénito, fue nombrado así en honor a su primer entrenador en el Madrid, Jorge Valdano. Su hija María forma parte de la cantera del Real Madrid.

## Estadísticas

### Clubes
Datos actualizados a fin de carrera deportiva.
| Club                           | Temporada     | Div.          | Liga  | Liga  | Liga   | Copas | Copas | Copas  | Internacional | Internacional | Internacional | Total | Total | Total  | Media goleadora |
| Club                           | Temporada     | Div.          | Part. | Goles | Asist. | Part. | Goles | Asist. | Part.         | Goles         | Asist.        | Part. | Goles | Asist. | Media goleadora |
| ------------------------------ | ------------- | ------------- | ----- | ----- | ------ | ----- | ----- | ------ | ------------- | ------------- | ------------- | ----- | ----- | ------ | --------------- |
| Real Madrid C. F. "C" · España | 1994-95       | 2.ª B         | 9     | 16    | 4      | –     | –     | –      | Inaccesibles  | Inaccesibles  | Inaccesibles  | 9     | 16    | 4      | 1.78            |
| Real Madrid C. F. "C" · España | Total club    | Total club    | 9     | 16    | 4      | 0     | 0     | 0      | 0             | 0             | 0             | 9     | 16    | 4      | 1.78            |
| Real Madrid C. F. "B" · España | 1994-95       | 2.ª           | 1     | –     | –      | –     | –     | –      | Inaccesibles  | Inaccesibles  | Inaccesibles  | 1     | 0     | 0      | 0               |
| Real Madrid C. F. "B" · España | Total club    | Total club    | 1     | 0     | 0      | 0     | 0     | 0      | 0             | 0             | 0             | 1     | 0     | 0      | 0               |
| Real Madrid C. F. · España     | 1994-95       | 1.ª           | 28    | 9     | 4      | 2     | 1     | –      | –             | –             | –             | 30    | 10    | 4      | 0.33            |
| Real Madrid C. F. · España     | 1995-96       | 1.ª           | 40    | 19    | 7      | 4     | 1     | –      | 8             | 6             | –             | 52    | 27    | 7      | 0.50            |
| Real Madrid C. F. · España     | 1996-97       | 1.ª           | 42    | 21    | 4      | 5     | 1     | 2      | –             | –             | –             | 47    | 26    | 6      | 0.47            |
| Real Madrid C. F. · España     | 1997-98       | 1.ª           | 35    | 10    | 12     | 3     | 3     | –      | 11            | 2             | 1             | 49    | 15    | 13     | 0.31            |
| Real Madrid C. F. · España     | 1998-99       | 1.ª           | 37    | 25    | 5      | 2     | –     | 1      | 10            | 4             | –             | 49    | 29    | 6      | 0.59            |
| Real Madrid C. F. · España     | 1999-00       | 1.ª           | 34    | 17    | 11     | 4     | –     | –      | 19            | 12            | 4             | 57    | 29    | 15     | 0.51            |
| Real Madrid C. F. · España     | 2000-01       | 1.ª           | 36    | 24    | 3      | –     | –     | –      | 14            | 8             | 3             | 50    | 32    | 6      | 0.64            |
| Real Madrid C. F. · España     | 2001-02       | 1.ª           | 35    | 14    | 8      | 8     | 9     | 2      | 12            | 6             | 3             | 55    | 29    | 13     | 0.53            |
| Real Madrid C. F. · España     | 2002-03       | 1.ª           | 31    | 16    | 10     | 2     | –     | –      | 14            | 9             | 5             | 47    | 25    | 15     | 0.53            |
| Real Madrid C. F. · España     | 2003-04       | 1.ª           | 35    | 11    | 1      | 9     | 7     | 1      | 9             | 2             | 1             | 53    | 20    | 3      | 0.38            |
| Real Madrid C. F. · España     | 2004-05       | 1.ª           | 32    | 9     | 3      | 1     | –     | 1      | 10            | 4             | 1             | 43    | 13    | 5      | 0.30            |
| Real Madrid C. F. · España     | 2005-06       | 1.ª           | 26    | 5     | 3      | –     | –     | –      | 6             | 2             | –             | 32    | 7     | 3      | 0.22            |
| Real Madrid C. F. · España     | 2006-07       | 1.ª           | 35    | 7     | 3      | 1     | –     | –      | 7             | 5             | –             | 43    | 12    | 3      | 0.28            |
| Real Madrid C. F. · España     | 2007-08       | 1.ª           | 37    | 18    | 3      | 3     | –     | –      | 8             | 5             | 2             | 48    | 23    | 5      | 0.48            |
| Real Madrid C. F. · España     | 2008-09       | 1.ª           | 37    | 18    | 8      | 3     | 3     | –      | 7             | 3             | 1             | 47    | 24    | 9      | 0.51            |
| Real Madrid C. F. · España     | 2009-10       | 1.ª           | 30    | 5     | 1      | 2     | –     | –      | 7             | 2             | 2             | 39    | 7     | 3      | 0.18            |
| Real Madrid C. F. · España     | Total club    | Total club    | 550   | 228   | 85     | 49    | 25    | 7      | 142           | 70            | 23            | 741   | 323   | 115    | 0.44            |
| F. C. Schalke 04 · Alemania    | 2010-11       | 1.ª           | 34    | 13    | 3      | 5     | 1     | 2      | 12            | 5             | 2             | 51    | 19    | 7      | 0.37            |
| F. C. Schalke 04 · Alemania    | 2011-12       | 1.ª           | 32    | 15    | 5      | 4     | 2     | 2      | 11            | 4             | 1             | 47    | 21    | 8      | 0.45            |
| F. C. Schalke 04 · Alemania    | Total club    | Total club    | 66    | 28    | 8      | 9     | 3     | 4      | 23            | 9             | 3             | 98    | 40    | 15     | 0.41            |
| Al-Sadd S. C. Catar            | 2012-13       | 1.ª           | 22    | 9     | 6      | 12    | 3     | 3      | –             | –             | –             | 34    | 12    | 9      | 0.35            |
| Al-Sadd S. C. Catar            | 2013-14       | 1.ª           | 17    | 2     | 3      | 5     | 2     | 1      | 5             | –             | –             | 27    | 4     | 4      | 0.15            |
| Al-Sadd S. C. Catar            | Total club    | Total club    | 39    | 11    | 9      | 17    | 5     | 4      | 5             | 0             | 0             | 61    | 16    | 13     | 0.26            |
| New York Cosmos Estados Unidos | 2015          | 2.ª           | 30    | 9     | 3      | 2     | –     | –      | –             | –             | –             | 32    | 9     | 3      | 0.28            |
| New York Cosmos Estados Unidos | Total club    | Total club    | 30    | 9     | 3      | 2     | 0     | 0      | 0             | 0             | 0             | 32    | 9     | 3      | 0.28            |
| Total carrera                  | Total carrera | Total carrera | 695   | 292   | 109    | 77    | 33    | 15     | 170           | 79            | 26            | 942   | 404   | 150    | 0.43            |
| 1. 2. 3.                       |               |               |       |       |        |       |       |        |               |               |               |       |       |        |                 |

### Selecciones
Actualizado a fin de carrera deportiva.
| Selección | Temporada     | Amistosos | Amistosos | Amistosos | Europa(1) | Europa(1) | Europa(1) | Mundial(2) | Mundial(2) | Mundial(2) | Total | Total | Total  | Media goleadora |
| Selección | Temporada     | Part.     | Goles     | Asist.    | Part.     | Goles     | Asist.    | Part.      | Goles      | Asist.     | Part. | Goles | Asist. | Media goleadora |
| --- | ------------- | --------- | --------- | --------- | --------- | --------- | --------- | ---------- | ---------- | ---------- | ----- | ----- | ------ | --------------- |
| Sub-18 | 1994          | —         | —         | —         | 2         | 4         | 1         | —          | —          | —          | 2     | 4     | 1      | 2               |
| Sub-20 | 1995          | —         | —         | —         | —         | —         | —         | 5          | 3          | 3          | 5     | 3     | 3      | 0,60            |
| Sub-21 | 1995          | —         | —         | —         | 5         | 5         | 2         | —          | —          | —          | 5     | 5     | 2      | 1               |
| Sub-21 | 1996          | —         | —         | —         | 4         | 3         | 1         | —          | —          | —          | 4     | 3     | 1      | 0,75            |
| Sub-21 | Total         | 0         | 0         | 0         | 9         | 8         | 3         | 0          | 0          | 0          | 9     | 8     | 3      | 0,89            |
| Olímpica | 1996          | —         | —         | —         | —         | —         | —         | 4          | 2          | 1          | 4     | 2     | 1      | 0,50            |
| Absoluta | 1996          | —         | —         | —         | 4         | 1         | 2         | —          | —          | —          | 4     | 1     | 2      | 0,25            |
| Absoluta | 1997          | 1         | —         | 1         | 5         | —         | 2         | —          | —          | —          | 6     | 0     | 3      | 0               |
| Absoluta | 1998          | 5         | 2         | 2         | 2         | 1         | —         | 3          | 1          | 1          | 10    | 4     | 3      | 0,40            |
| Absoluta | 1999          | 3         | —         | —         | 6         | 10        | 3         | —          | —          | —          | 9     | 10    | 3      | 1,11            |
| Absoluta | 2000          | 4         | 2         | —         | 7         | 1         | 1         | —          | —          | —          | 11    | 3     | 1      | 0,27            |
| Absoluta | 2001          | 4         | 1         | —         | 5         | 4         | 1         | —          | —          | —          | 9     | 5     | 1      | 0,56            |
| Absoluta | 2002          | 3         | 2         | 1         | 2         | 1         | 1         | 4          | 3          | 1          | 9     | 6     | 3      | 0,67            |
| Absoluta | 2003          | 2         | 2         | 2         | 8         | 6         | 1         | —          | —          | —          | 10    | 8     | 3      | 0,80            |
| Absoluta | 2004          | 7         | 2         | 1         | 6         | 1         | 2         | —          | —          | —          | 13    | 3     | 3      | 0,23            |
| Absoluta | 2005          | 2         | —         | —         | 9         | 2         | 1         | —          | —          | —          | 11    | 2     | 1      | 0,18            |
| Absoluta | 2006          | 4         | 1         | —         | 2         | —         | —         | 4          | 1          | —          | 10    | 2     | 0      | 0,20            |
| Absoluta | Total         | 35        | 12        | 7         | 56        | 27        | 14        | 11         | 5          | 2          | 102   | 44    | 23     | 0,43            |
| Total carrera | Total carrera | 35        | 12        | 7         | 67        | 39        | 18        | 20         | 10         | 6          | 122   | 61    | 31     | 0,85            |
| (1) Incluye los partidos de la Eurocopa Sub-18 (1994); Eurocopa Sub-21 (1995-96); Clasificatorias Europeas / Eurocopa (1996-06). (2) Incluye los partidos de la Juegos Olímpicos (1996). |               |           |           |           |           |           |           |            |            |            |       |       |        |                 |

### Entrenador
| Equipo                        | Div.                | Temporada           | Liga  | Liga | Liga | Liga | Liga |       | Copa | Copa | Copa | Copa  |   | Internacional | Internacional | Internacional | Internacional | Internacional |   | Otros | Otros | Otros | Otros |    | Totales     | Totales | Totales | Totales | Totales | Totales | Totales | Totales |
| Equipo                        | Div.                | Temporada           | Part. | G    | E    | P    | Pos. | Part. | G    | E    | P    | Part. | G | E             | P             | Pos.          | Part.         | G             | E | P     | Part. | G     | E     | P  | Rendimiento | GF      | GC      | Dif.    |         |         |         |         |
| ----------------------------- | ------------------- | ------------------- | ----- | ---- | ---- | ---- | ---- | ----- | ---- | ---- | ---- | ----- | - | ------------- | ------------- | ------------- | ------------- | ------------- | - | ----- | ----- | ----- | ----- | -- | ----------- | ------- | ------- | ------- | ------- | ------- | ------- | ------- |
| Real Madrid Castilla · España | 2.ªB                | 2019-20             | 28    | 10   | 10   | 8    | 7.º  | -     | -    | -    | -    | -     | - | -             | -             | -             | -             | -             | - | -     | 28    | 10    | 10    | 8  | 47.61%      | 42      | 35      | +7      |         |         |         |         |
| Real Madrid Juvenil · España  | DH                  | 2019-20             | -     | -    | -    | -    | -    | -     | -    | -    | -    | 4     | 4 | 0             | 0             | 1.º           | -             | -             | - | -     | 4     | 4     | 0     | 0  | 100%        | 11      | 4       | +7      |         |         |         |         |
| Real Madrid Juvenil · España  | Total               | Total               | -     | -    | -    | -    | -    | -     | -    | -    | -    | 4     | 4 | 0             | 0             | -             | -             | -             | - | -     | 4     | 4     | 0     | 0  | 100%        | 11      | 4       | +7      |         |         |         |         |
| Real Madrid Castilla · España | 2.ªB                | 2020-21             | 24    | 11   | 7    | 6    | 3.º  | -     | -    | -    | -    | -     | - | -             | -             | -             | 1             | 0             | 1 | 0     | 25    | 11    | 8     | 6  | 54.67%      | 40      | 31      | +9      |         |         |         |         |
| Real Madrid Castilla · España | PF                  | 2021-22             | 38    | 16   | 8    | 14   | 10.º | -     | -    | -    | -    | -     | - | -             | -             | -             | -             | -             | - | -     | 38    | 16    | 8     | 14 | 49.13%      | 66      | 47      | +19     |         |         |         |         |
| Real Madrid Castilla · España | PF                  | 2022-23             | 38    | 19   | 12   | 7    | 3.º  | -     | -    | -    | -    | -     | - | -             | -             | -             | 4             | 1             | 2 | 1     | 42    | 20    | 14    | 8  | 58.73%      | 67      | 46      | +21     |         |         |         |         |
| Real Madrid Castilla · España | PF                  | 2023-24             | 38    | 13   | 12   | 13   | 10.º | -     | -    | -    | -    | -     | - | -             | -             | -             | -             | -             | - | -     | 38    | 13    | 12    | 13 | 44.74%      | 44      | 43      | +1      |         |         |         |         |
| Real Madrid Castilla · España | PF                  | 2024-25             | 38    | 12   | 18   | 8    | 6.º  | -     | -    | -    | -    | -     | - | -             | -             | -             | -             | -             | - | -     | 38    | 12    | 18    | 8  | 47.37%      | 58      | 36      | +22     |         |         |         |         |
| Real Madrid Castilla · España | Total               | Total               | 204   | 81   | 67   | 56   | -    | -     | -    | -    | -    | -     | - | -             | -             | -             | 5             | 1             | 3 | 1     | 209   | 82    | 70    | 57 | 50.39%      | 317     | 238     | +79     |         |         |         |         |
| Total en su carrera           | Total en su carrera | Total en su carrera | 204   | 81   | 67   | 56   | -    | -     | -    | -    | -    | 4     | 4 | 0             | 0             | -             | 5             | 1             | 3 | 1     | 213   | 86    | 70    | 57 | 51.33%      | 328     | 242     | +86     |         |         |         |         |
| 1. 2.                         |                     |                     |       |      |      |      |      |       |      |      |      |       |   |               |               |               |               |               |   |       |       |       |       |    |             |         |         |         |         |         |         |         |

#### Resumen por competiciones
| Competición                  | Partidos | Ganados | Empatados | Perdidos | %      | Resultado  |
| ---------------------------- | -------- | ------- | --------- | -------- | ------ | ---------- |
| Segunda División B de España | 53       | 21      | 18        | 14       | 50.94% | 3.er lugar |
| Primera Federación           | 156      | 61      | 52        | 43       | 50.21% | 3.er lugar |
| Liga Juvenil de la UEFA      | 4        | 4       | 0         | 0        | 100%   | Campeón    |
| Total                        | 213      | 86      | 70        | 57       | 51.33% | 1 Título   |

## Palmarés como jugador

### Torneos nacionales
| Título             | Club              | Año  |
| ------------------ | ----------------- | ---- |
| Campeonato de Liga | Real Madrid C. F. | 1995 |
| Campeonato de Liga | Real Madrid C. F. | 1997 |
| Supercopa          | Real Madrid C. F. | 1997 |
| Campeonato de Liga | Real Madrid C. F. | 2001 |
| Supercopa          | Real Madrid C. F. | 2001 |
| Campeonato de Liga | Real Madrid C. F. | 2003 |
| Supercopa          | Real Madrid C. F. | 2003 |
| Campeonato de Liga | Real Madrid C. F. | 2007 |
| Campeonato de Liga | Real Madrid C. F. | 2008 |
| Supercopa          | Real Madrid C. F. | 2008 |
| Copa de Alemania   | F. C. Schalke 04  | 2011 |
| Supercopa          | F. C. Schalke 04  | 2011 |
| Campeonato de Liga | Al-Sadd S. C.     | 2013 |
| Copa               | Al-Sadd S. C.     | 2014 |
| Supercopa          | Al-Sadd S. C.     | 2014 |
| Campeonato de Liga | New York Cosmos   | 2015 |

### Títulos internacionales
| Título                | Club              | Año  |
| --------------------- | ----------------- | ---- |
| Liga de Campeones     | Real Madrid C. F. | 1998 |
| Copa Intercontinental | Real Madrid C. F. | 1998 |
| Liga de Campeones     | Real Madrid C. F. | 2000 |
| Liga de Campeones     | Real Madrid C. F. | 2002 |
| Supercopa de Europa   | Real Madrid C. F. | 2002 |
| Copa Intercontinental | Real Madrid C. F. | 2002 |

- En 2015 su equipo logró el Campeonato de Invierno, trofeo honorífico al club con mejores resultados de la primera mitad de la competición regular. Del mismo modo fue el mejor equipo en el cómputo global, también de manera honorífica antes de lograr el título de liga cuyo encuentro definitivo se conoce como Soccer Bowl.

### Categorías inferiores
| Título                    | Club                      | Año  |
| ------------------------- | ------------------------- | ---- |
| Campeonato de España      | Atlético de Madrid (Inf.) | 1991 |
| Campeonato de España      | Atlético de Madrid (Cad.) | 1992 |
| Campeonato de España      | Real Madrid (Cad.)        | 1993 |
| Copa de Madrid            | Real Madrid (Cad.)        | 1993 |
| División de Honor Juvenil | Real Madrid (Juv.)        | 1994 |

### Distinciones individuales
| Distinción                                                                                        | Año  |
| ------------------------------------------------------------------------------------------------- | ---- |
| Premio Don Balón al jugador revelación de la Liga.                                                | 1995 |
| Incluido en el mejor 11 mundial por la UEFA                                                       | 1997 |
| Premio Don Balón al mejor jugador español de la Liga                                              | 1997 |
| Incluido en el equipo del año de la European Sports Magazine                                      | 1997 |
| Nombrado mejor jugador de la Copa intercontinental.                                               | 1998 |
| Trofeo Pichichi al máximo goleador de la liga española.                                           | 1999 |
| Incluido en el equipo del año de la European Sports Magazine.                                     | 1999 |
| Bota de Bronce                                                                                    | 1999 |
| Mejor goleador del mundo de la IFFHS                                                              | 1999 |
| Premio Don Balón al mejor jugador español de la Liga                                              | 1999 |
| Incluido en el mejor 11 mundial por la UEFA                                                       | 1999 |
| Máximo goleador de la Liga de Campeones de la UEFA 1999-00.                                       | 2000 |
| Delantero del Año de la UEFA 1999-00                                                              | 2000 |
| Incluido en el equipo del año de la European Sports Magazine.                                     | 2000 |
| Equipo ideal UEFA All-star Eurocopa 2000                                                          | 2000 |
| Premio Don Balón al mejor jugador español de la Liga                                              | 2000 |
| Máximo goleador de la Liga de Campeones de la UEFA 2000-01.                                       | 2001 |
| Delantero del Año de la UEFA 2000-01                                                              | 2001 |
| Premio Don Balón al mejor jugador español de la Liga                                              | 2001 |
| Premio Sportske Novosti al mejor futbolista del mundo                                             | 2001 |
| Bota de Bronce                                                                                    | 2001 |
| Trofeo Pichichi al máximo goleador de la liga española.                                           | 2001 |
| Jugador Mundial de la FIFA, galardón de bronce.                                                   | 2001 |
| Balón de Plata al segundo mejor jugador del año en Europa.                                        | 2001 |
| Incluido en el mejor 11 mundial por la UEFA.                                                      | 2001 |
| Delantero del Año de la UEFA 2001-02                                                              | 2002 |
| Máximo goleador de la Copa del Rey.                                                               | 2002 |
| Premio Don Balón al mejor jugador español de la Liga                                              | 2002 |
| Incluido en la lista FIFA 100 de los mejores jugadores vivos del siglo XX.                        | 2004 |
| Incluido en la lista de los 50 mejores futbolistas europeos del periodo 1954-2004.                | 2004 |
| Máximo goleador de la Copa del Rey.                                                               | 2004 |
| Máximo goleador de la historia de la Copa de Europa.                                              | 2005 |
| Deportista español del año en la gala de As                                                       | 2007 |
| Trofeo Alfredo Di Stéfano                                                                         | 2008 |
| Marca Leyenda                                                                                     | 2009 |
| Incluido en el mejor once de la década por la revista española Don Balón                          | 2010 |
| Incluido en el Once Ideal de la Década por el diario español Don Balón                            | 2010 |
| Máximo goleador de la historia de las competiciones oficiales de clubes de la UEFA                | 2011 |
| Incluido en el mejor once de la Liga de Campeones 2010-2011                                       | 2011 |
| Quinto mejor jugador de la historia de la Liga de Campeones, encuesta a nivel europeo por la UEFA | 2011 |
| Mejor gol del año 2011 en la Bundesliga, ARD TV                                                   | 2011 |
| Mejor jugador del partido de la segunda jornada en la Liga de Catar                               | 2012 |
| Mejor jugador del partido de la tercera jornada en la Liga de Catar                               | 2012 |
| Mejor jugador del partido de la undécima jornada en la Liga de Catar                              | 2012 |
| Premio al Juego Limpio de la temporada 2012-2013 de la Federación de Fútbol de Catar              | 2013 |
| NASL Player of the week (23 de mayo)                                                              | 2015 |
| NASL Player of the Month (mayo)                                                                   | 2015 |
| Mejor jugador de la historia de la Liga Española por el CIHEFE                                    | 2016 |

### Condecoraciones
| Distinción                                              | Año  |
| ------------------------------------------------------- | ---- |
| Medalla de Oro - Real Orden del Mérito Deportivo        | 2006 |
| Medalla de Oro de la Comunidad de Madrid                | 2009 |
| Medalla de Oro de la Villa de Madrid                    | 2009 |
| Medalla de Oro de la Real Federación Española de Fútbol | 2010 |

## Récords

### Real Madrid C. F.
- Jugador con más partidos oficiales en la historia del club: 741 partidos.[14]
- Jugador con más partidos en Liga en la historia del club: 550 partidos.[14]
- Jugador de campo (no incluyendo a porteros) con más partidos en Copa de Europa en la historia del club (segundo absoluto de la historia tras Iker Casillas):[12] 132 partidos.[14]
- Jugador más joven en marcar un gol en Europa (18 años y 114 días)
- Jugador más joven en disputar 100 partidos en Liga: (19 años, 3 meses y 22 días)
- Jugador más joven en disputar 200 partidos en Liga: (22 años)
- Jugador más joven en disputar 300 partidos en Liga: (25 años)
- Jugador más joven en disputar 400 partidos en Liga: (28 años)
- Jugador más joven en disputar 500 partidos en Liga: (31 años)
- Jugador más joven en ser capitán: (27 años)[201]
- Segundo jugador en alcanzar los 300 goles oficiales en la historia del club tras Di Stéfano
- Segundo jugador en alcanzar los 700 partidos oficiales en la historia del club tras Sanchís
- Jugador más veces nombrado Delantero del Año por la UEFA en la historia del club
- Cuarto jugador en la historia del club con más goles marcados frente al Fútbol Club Barcelona: 15 goles (Cristiano Ronaldo y Alfredo Di Stéfano marcaron 18 goles y Karim Benzema marcó 16 goles)
- Único jugador en la historia del club que ha liderado, al mismo tiempo, la clasificación histórica de goleadores en: Real Madrid, Liga de Campeones, Competiciones UEFA y Selección española
- Uno de  los jugadores en la historia del club que ha marcado en dos finales de la Liga de Campeones, compartido con Vinicius Jr, Gareth Bale, Cristiano Ronaldo y Sergio Ramos.
- Uno de  los jugadores que han sido nombrados mejor jugador de la final de la Copa Intercontinental en la historia del club (Récord compartido con Ronaldo)
- Uno de  los 34 jugadores que han sido nombrados Mejor goleador del mundo por la IFFHS (Récord compartido con Cristiano Ronaldo) ocupando el puesto 32.
- Jugador de la historia del club con más goles en la Selección española
- Primer jugador nacional con pasado en el club que alcanza los 1000 partidos como profesional en su carrera deportiva
- Tercer jugador con pasado en el club que alcanza los 1000 partidos como profesional (Récord compartido con Roberto Carlos, Clarence Seedorf y Cristiano Ronaldo)

### Copa de Europa
- Jugador con más partidos en la historia de la competición entre 2011 y 2013 tras superar a Paolo Maldini; actualmente séptimo jugador con más partidos: 144 partidos (132 con el Real Madrid y 12 con el Schalke 04).[133]
- Jugador con más goles en la historia de la competición entre 2005 y 2014 tras superar a Alfredo Di Stéfano; actualmente quinto máximo goleador histórico: 71 goles (66 con el Real Madrid y 5 con el Schalke 04).[202]
- Uno de los dieciocho jugadores en la historia del fútbol en disputar y ganar tres veces una final de la Copa de Europa/Liga de Campeones (Récord compartido).

### Competiciones UEFA
- Quinto jugador con más goles en la historia de las competiciones oficiales de clubes de la UEFA: 77 goles (hasta 2015, fue el mayor, pero fue superado por Cristiano Ronaldo, Lionel Messi, Robert Lewandowski y Karim Benzema).

### Otros récords
- 3er jugador español con más goles en torneos de Liga de Primera División del fútbol europeo: 256 goles (228 en la La Liga y 28 en la Bundesliga) por detrás de Lángara y David Villa.
- Único jugador español distinguido con el "Premio al mejor jugador" de la Copa Intercontinental (1998).
- Jamás ha recibido una tarjeta roja en su carrera.[173]
- 29.º jugador con más partidos en la historia del fútbol
- 3er Jugador español con más partidos en la historia del fútbol

## Filmografía
- Documental Football's Greatest (Sky Sports, 2010), «Football's Greatest, Raúl» en YouTube (en inglés)[203]
- Documental recopilatorio (RMTV, 2013), «Raúl, una vida de blanco» en YouTube
- Documental biográfico (Canal+, 2014), «Raúl, pase sin llamar» en Plus.es